# Ивня (Новгородская область)
Ивня — деревня в Батецком районе Новгородской области. Входит в состав Батецкого сельского поселения.

## География
Деревня находится на расстоянии 10 км к юго-западу от посёлка Батецкий, административного центра района.

### Часовой пояс
Деревня Ивня, как и вся Новгородская область, находится в часовой зоне МСК (московское время). Смещение применяемого времени относительно UTC составляет +3:00.

## Население
| 1862 | 2010 |
| ---- | ---- |
| 294  | ↘9   |